# Voleibol en los Juegos Europeos
El voleibol en los Juegos Europeos se realizó en la primera edición. El evento es organizado por los Comités Olímpicos Europeos, junto con la Confederación Europea de Voleibol (CEV). 

## Ediciones
| N.º | Año  | Sede                 | Instalación  |
| --- | ---- | -------------------- | ------------ |
| I   | 2015 | Bakú ( Azerbaiyán)   | Crystal Hall |
| —   | 2019 | Minsk ( Bielorrusia) | No realizado |
| —   | 2023 | Cracovia ( Polonia)  | No realizado |

## Medallero
| Núm. | País     | Oro | Plata | Bronce | Total |
| ---- | -------- | --- | ----- | ------ | ----- |
| 1    | Alemania | 1   | 0     | 0      | 1     |
| 1    | Turquía  | 1   | 0     | 0      | 1     |
| 3    | Bulgaria | 0   | 1     | 0      | 1     |
| 3    | Polonia  | 0   | 1     | 0      | 1     |
| 5    | Rusia    | 0   | 0     | 1      | 1     |
| 5    | Serbia   | 0   | 0     | 1      | 1     |
|      | TOTAL    | 2   | 2     | 2      | 6     |